# Waiwai
Die Waiwai (auch Wai-Wai, portugiesisch: Uaiuais) sind ein isoliertes indigenes Volk in Brasilien.
Die ursprünglich im Grenzgebiet von Guyana und Brasilien beheimateten Waiwai zählen heute noch circa 2.900 Personen.

Aufgrund von Konflikten mit lateinamerikanischen Siedlern wanderten sie in den 1970er Jahren tiefer nach Brasilien ein und siedelten sich in einer abgelegenen Regenwald-Region am Rio Xingu neu an.
Die meisten der Waiwai wurden in den 1980er-Jahren christianisiert, sie bewahrten sich bis heute ihre karibische Sprache Waiwai (ISO 639-3 waw).
2004 stellte die Regierung von Guyana ein Gebiet von mehr als 4.000 km² unter Naturschutz, in dem die Waiwai leben, und schuf damit zugleich das weltweit größte Schutzgebiet in Gemeinschaftseigentum.